# Quinten Post
Pour les articles homonymes, voir Post.
Quinten Post, né le 21 mars 2000 à Amsterdam aux Pays-Bas, est un joueur néerlandais de basket-ball évoluant au poste de pivot et mesurant 2,13 m.

## Biographie
De 2014 à 2018, il joue avec son compatriote Jesse Edwards au BC Apollo Amsterdam (en). Il le retrouvera en NBA à partir de la saison 2024-2025.

### Carrière universitaire
Entre 2019 et 2021, il joue pour les Bulldogs de Mississippi State à l'université d'État du Mississippi.
Entre 2021 et 2024, il joue pour les Eagles de Boston College au Boston College.

### Carrière professionnelle

#### Warriors de Golden State (depuis 2024)
Le 27 juin 2024, automatiquement éligible, il est sélectionné à la 52e position de la draft 2024 de la NBA par les Warriors de Golden State. Le même soir, il est transféré au Thunder d'Oklahoma City en échange des droits sur Lindy Waters III, puis transféré aux Trail Blazers de Portland avec une somme d'argent en échange des droits sur Oso Ighodaro, puis racheté par les Warriors de Golden State,. Il est le premier joueur néerlandais à être sélectionné à la draft depuis Henk Norel en 2009.
Fin septembre 2024, il signe un contrat two-way avec les Warriors. En février 2025, son contrat two-way est converti en un contrat standard.

## Palmarès

### Universitaire
- Second-team All-ACC (2024)
- ACC Most Improved Player (2023)
- ACC All-Defensive team (2024)

## Statistiques

### Universitaires
| Saison    | Équipe            | Matchs | Titul. | Min./m | % Tir | % 3pts | % LF  | Rbds/m. | Pass/m. | Int/m. | Ctr/m. | Pts/m. |
| --------- | ----------------- | ------ | ------ | ------ | ----- | ------ | ----- | ------- | ------- | ------ | ------ | ------ |
| 2019-2020 | Mississippi State | 8      | 0      | 2,6    | 37,5  | 33,3   | 100,0 | 1,50    | 0,12    | 0,00   | 0,12   | 1,12   |
| 2020-2021 | Mississippi State | 31     | 0      | 8,7    | 41,5  | 25,0   | 57,1  | 2,06    | 0,39    | 0,26   | 0,48   | 2,77   |
| 2021-2022 | Boston College    | 31     | 11     | 21,3   | 50,2  | 34,4   | 72,1  | 5,35    | 0,71    | 0,61   | 1,00   | 9,42   |
| 2022-2023 | Boston College    | 19     | 14     | 25,9   | 53,9  | 42,6   | 86,0  | 5,63    | 1,53    | 0,21   | 0,89   | 15,05  |
| 2023-2024 | Boston College    | 35     | 35     | 31,9   | 51,4  | 43,1   | 82,1  | 8,11    | 2,86    | 0,86   | 1,74   | 17,00  |
| Carrière  | Carrière          | 124    | 60     | 20,6   | 50,7  | 38,8   | 79,0  | 5,10    | 1,32    | 0,49   | 1,01   | 10,23  |